# هيدروكسيد الكروم الثلاثي
هيدروكسيد الكروم الثلاثي هو مركب كيميائي لاعضوي صيغته الكيميائية Cr(OH)3، ويوجد على هيئة صلب أخضر داكن.

## التحضير

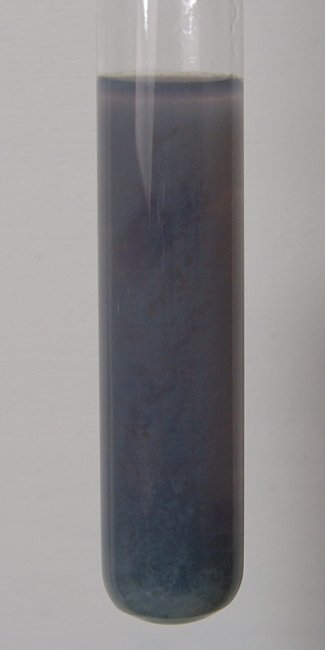
ترسيب هيدروكسيد الكروم الثلاثي من محلول لكبريتات الكروم الثلاثي

يحضر هذا المركب من تفاعل ترسيب لمحلول كلوريد الكروم الثلاثي أو كبريتات الكروم الثلاثي باستخدام الأمونياك، حيث يتشكل راسب أخضر إلى رمادي مسود من هيدروكسيد الكروم الثلاثي.
{\displaystyle \mathrm {Cr^{3+}+3\ OH^{-}\longrightarrow Cr(OH)_{3}} }
يمكن التحضير بأسلوب أخر من تفاعل أكسيد الكروم السداسي مع الإيثانول ثم بالتقطير بالمرتد.:
{\displaystyle {\ce {2 CrO3 + 3 C2H5OH -> 2 Cr(OH)3 + 3 CH3CHO + 3 H2O}}}

## الخواص
يوجد هذا المركب في الشروط القياسية على هيئة صلب أخضر داكن، وهو غير قابل للانحلال والذوبان في الماء. يعد هيدروكسيد الكروم الثلاثي من المركبات المذبذبة، إذ بنحل سواء في الأحماض والقواعد الكيميائية.

## الاستخدامات
يستخدم هيدروكسيد الكروم الثلاثي ضمن عمليات الصباغة على هيئة خضاب ومرسخ لوني، كما يستخدم أيضاً في مجال التحفيز.